# Subilla confinis
Subilla confinis is een kameelhalsvliegensoort uit de familie van de Raphidiidae. De soort komt voor in Europa.
Subilla confinis werd voor het eerst wetenschappelijk beschreven door Stephens in 1836 (als Raphidia confinis), maar is lange tijd vooral bekend geweest onder de naam Raphidia cognata Rambur 1842. Het holotype van de soort wordt bewaard in het Museum für Naturkunde in Berlijn.